# Santa Cruz Warriors
Santa Cruz Warriors (català: Guerrers de Santa Cruz) és un equip de bàsquet estatunidenc que juga en l'NBA Development League, la lliga de desenvolupament afavorida per l'NBA. Tenen la seua seu en la localitat de Santa Cruz, Califòrnia. L'equip es va fundar l'any 1995, competint en la desapareguda IBA, una lliga menor que funcionava en el nord dels Estats Units i a l'oest del Canadà. Des de l'any 2006 formen part de la D-League.

## Com a Dakota Wizards

### IBA
Durant sis temporades, des de la seua fundació fins a l'any 2001, els Wizards van competir en la lliga menor IBA, competició desapareguda precisament l'any que l'equip va deixar de competir en ella. En eixa temporada de comiat, es van fer amb el seu primer títol de campió.

### CBA
L'IBA no va poder sobreviure precisament per l'embranzida de la veterana competició CBA, i alguns equips van donar el salt a aquesta competició, entre ells els Wizards. Allí van competir entre els anys 2001 i 2006, guanyant en dues ocasions l'anell de campió, i podent-ho fer una tercera vegada en el seu últim any de competició, caent derrotats pels Sioux Falls Skyforce en la final.

### NBA D-League
El 6 d'abril de 2006 (2006–07), els Wizards anuncien la seua incorporació a l'NBA Development League, i Joerger va tornar als Dakota com a entrenador en cap. Va guanyar el seu quart títol amb els Wizards en el seu primer any a la D-League. En el partit de campionat, el pivot Darius Rice va eixir de la banquet dels Wizards per fer una nit de rècord que va portar als Wizards a una victòria de 129 a 121 en pròrroga contra els Colorado 14ers.
Rice va anotar 52 punts i va fer 11 triples, incloent un amb 4,5 segons faltant en el temps regular perquè el partit anara a temps extra amb empat a 109. Els punts de Rice van establir marques a la D-League.
Els equips de l'NBA amb els quals aconsegueixen afiliacions són els Memphis Grizzlies i els Washington Wizards. Són els actuals campions, en derrotar en la final als Colorado 14ers en la pròrroga per 129 a 121.

## Afiliacions
- Chicago Bulls (2006–2007)
- Washington Wizards (2006–2011)
- Memphis Grizzlies (2007–2011)
- Golden State Warriors (2011–present)